# Abaluartado (hrad)
Hrad Abaluartado je ruina hradu ve španělské obci San Leonardo de Yagüe. Byl postaven roku 1563 pro Juana Manrique de Lara y Cardona se svolením krále Filipa II. Byla to zcela nová koncepce vojenské architektury, typická pro renesanci a Itálii – nízká výška a velmi silné, šikmé stěny. Palác má obdélníkovou základnu s nádvořím a dvě patra.
Sloužil dvě století jako lom. Současným majitelem je vévoda z Alby a objekt je přístupný veřejnosti.